# Narvik
Narvik este un oraș și municipiu în județul Nordland, Norvegia. Narvik este localizat pe țărmurile fiordului Narvik (Norvegiană: Ofotfjord). Municipiul face parte din regiunea istorică a Ofotenului din nordul Norvegiei, în Cercul Polar de Nord. Narvik este mărginit de comuna Ballangen la sud-vest, Evenes la nord-vest, Bardu și Gratangen în județul Troms la nord, și județul Norbottens (Lappland) al Suediei la sud și est.
Narvik a fost separat de comuna Ankenes atunci când a devenit oraș și comună separată pe 1 ianuarie 1902. Ulterior comuna Ankenes a fost inclusă în Narvik, la 1 ianuarie 1974.

## Informații generale

### Nume
Orașul a fost numit după ferma amplasată acolo în trecut ("Narduigh" - 1567). Semnificația primului element este necunoscută, partea a două însă „vik” se traduce ca „golf mic”.
Inițial, Narvik purta numele de Victoriahavn după regina Victoria a Angliei, însă prințesa Suediei era de asemenea onorată.

### Stemă
Stema își are originea în timpurile contemporane. Aceasta a fost adoptată la 1 iunie 1951. Pe ea este reprezentată o ancoră de aur pe un fundal roșu. Ancora simbolizează statutul de important oraș portuar (cel mai mare port din nordul Norvegiei).

## Istorie

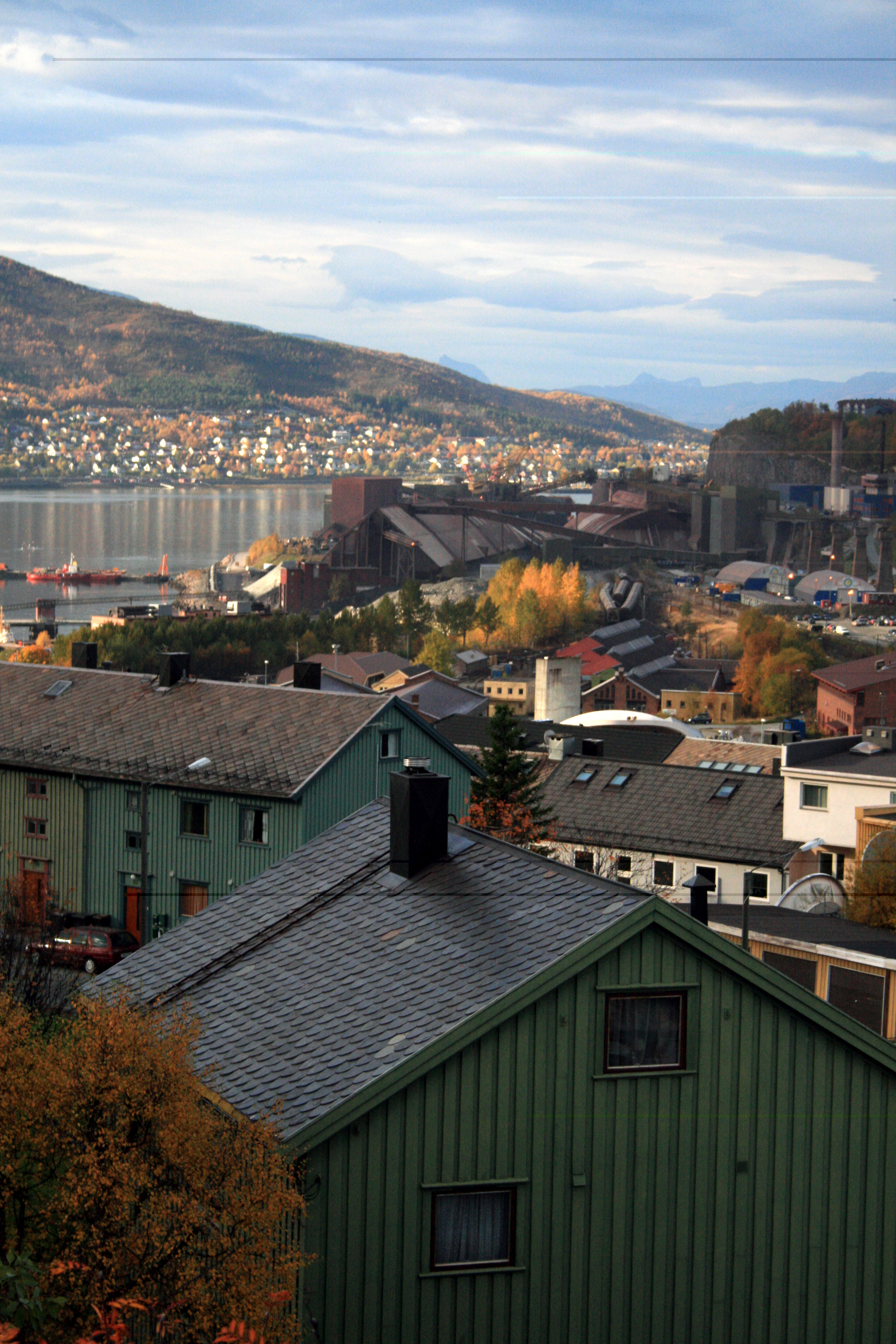
Lângă centrul orașului; Ankenes se vede pe malul opus al golfului

Istoria modernă a Narvikului se începe în anii '70 ai secolului al XIX-lea, când guvernul suedez a înțeles potențialul minelor de fier de la Kiruna, Suedia. Extragerea minereului de fier din aceste mine era frânată de lipsa unui port suedez adecvat. Portul suedez cel mai apropiat, Luleå, era limitat. Rămânea înghețat toată iarna, era departe de Kiruna și permitea navigarea numai a navelor de încărcătură medie. Realizând aceste probleme, o companie suedeză (Gällivarre Aktiebolag) a construit o linie de cale ferată până la Narvik, portul de acolo fiind mare și fără gheață, grație Curentului cald al Golfului. Practic puteau ancora nave de orice dimensiune (208 metri lungime, 27 metri adâncime).
Astfel, Narvik a fost fondat ca un port permanent deschis pentru minele de fier de la Kiruna și Gällivare. În timpul construcției căii ferate, viitorul port era numit Victoriahavn (portul Victoriei) până în 1898, când numele a fost schimbat în Narvik. Orașul a fost fondat oficial în anul 1902. Linia Ofot este calea ferată care unește Narvik cu Kiruna din Suedia, trecând prin munții care despart cele două țări. Narvik este singurul oraș din Norvegia unde în limba vorbită sunt întrebuințate cuvintele suedeze morsan (mamă) și farsan (tată), o dovadă a legăturilor apropiate cu țara respectivă.
Corporația minieră LKAB efectuează până în prezent majoritatea transporturilor sale de minereuri prin portul Narvik (un total de 25 milioane de tone pe an) și corporația rămâne destul de importantă în regiune, ca angajator și ca proprietar de pământ, chiar dacă influența sa nu mai este la fel de proeminentă ca în trecut.

### Narvik în Al Doilea Război Mondial
Portul din Narvik s-a dovedit a fi prețios din punct de vedere strategic în primii ani ai războiului și orașul a devenit unul dintre obiectivele principale ale Campaniei Norvegiene. În 1939, industria militară a Germaniei depindea de minereurile de fier extrase la Kiruna și Malmberget, în Suedia. În timpul verii fierul putea fi trimis spre Germania cu ajutorul navelor maritime de transport prin portul suedez Luleå, amplasat pe țărmul Golfului Botnic. Însă, o dată ce Golful Botnic îngheța în timpul sezonului de iarnă, restul încărcăturii trebuia adus din Narvik. Orașul Narvik este legat printr-o linie de cale ferată cu Suedia, dar nu și cu alte orașe din Norvegia. Astfel, acesta servea drept pasaj spre câmpurile miniere ale Suediei, care nu pot fi accesate ușor pe cale terestră din Norvegia sudică. Winston Churchill a realizat că un posibil control al orașului ar împiedica majoritatea importurilor de minereu de fier să ajungă la destinație în iarna lui 1940. Ar fi constituit un avantaj pentru aliați, și ar fi putut contribui la scurtarea celui de-al Doilea Război Mondial.
Churchill a propus plasarea de mine navale în apele teritoriale norvegiene din jurul Narvikului sau ocuparea orașului cu trupe aliate. Aliații sperau că vor putea folosi un Narvik ocupat pentru a securiza câmpurile miniere suedeze și/sau să trimită provizii și întăriri Finlandei, pe atunci luptând împotriva Uniunii Sovietice în Războiul de Iarnă Finlandez. Ambele propuneri au întâlnit împotrivirea guvernului britanic deoarece ar fi violat neutralitatea și suveranitatea Norvegiei.
În sfârșit, pe 8 aprilie 1940, Amiralitatea Britanică a lansat Operațiunea Wilfred, o încercare de a plasa mine în apele teritoriale norvegiene din jurul Narvikului. Din coincidență, în ziua următoare Germania a lansat invazia Norvegiei (Operațiunea Weserübung). În timpul acestei invazii, zece distrugătoare germane, fiecare transportând câte 200 de soldați au fost trimise spre Narvik. Navele învechite ale apărării de coastă norvegiene, Eidsvold și Norge, au încercat să reziste invaziei, dar ambele au fost scufundate după o luptă scurtă și inegală. Marina Regală britanică a trimis rapid câteva nave spre Narvik, inclusiv HMS Warspite, și în timpul Bătăliei de la Narvik britanicii au preluat controlul coastei, anihilând distrugătoarele germane care au adus forța de invazie la Narvik și alte nave germane aflate în apropiere. Navele de război germane Scarnhorst și Gneisenau au scufundat portavionul britanic HMS Glorious în timpul retragerii din această bătălie.

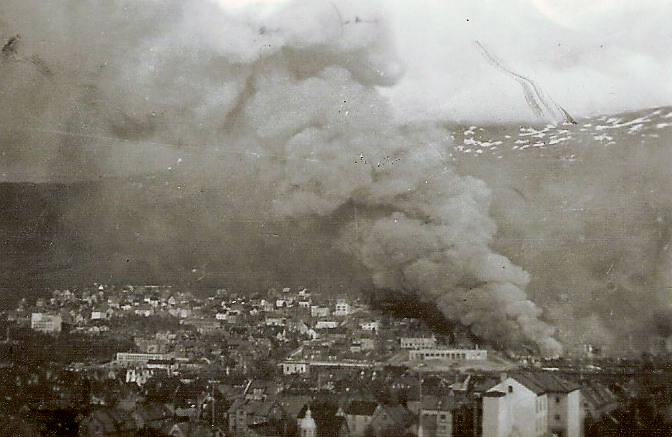
Narvik cuprins de incendii după bombardamentele germane, 2 iunie 1940

La 12 aprilie 1940, primele convoaie de soldați aliați au fost trimise sub comanda generalului-maior Pierse Joseph Mackesy pentru a conduce cât mai curând posibil un asalt al Narvikului dinspre mare. Însă, Mackesy credea că apărarea germană a portului era prea puternică pentru realizarea unei astfel de invazii. Amiralitatea insista că un bombardament naval al Norvegiei a permite trupelor să debarce în siguranță, dar generalul Mackesy a refuzat să-i expună pe cetățenii norvegieni unui astfel de bombardament. A ales în schimb să-și debarce trupele lângă Narvik și să aștepte până când zăpada se va topi pentru a ataca orașul.
Coordonate de generalul norvegian Carl Gustav Flescher, forțele norvegiene, britanice, franceze și poloneze au recapturat Narvikul pe 28 mai 1940. Aceasta este de asemenea considerată prima victorie a infanteriei aliate în Al Doilea Război Mondial. Însă, pe atunci deja aliații pierdeau Bătălia pentru Franța și evacuarea din Dunkerque era în curs de desfășurare. Deoarece prin invazia nazistă a Franței Scandinavia a devenit nesemnificativă, și deoarece trupele aliate amplasate în Narvik erau extrem de necesare în altă parte, aliații s-au retras din Narvik la 8 iunie 1940 prin Operațiunea Alphabet. Fără sprijinul forțelor navale aliate, norvegienii au fost întrecuți în număr și au fost nevoiți să renunțe la arme pe 10 iunie 1940. Aceasta nu a fost o capitulare completă, fiindcă norvegienii au continuat să lupte în operațiuni de gherilă.

## Geografie
Municipiul Narvik acoperă suprafețe întinse în afara hotarelor orașului propriu-zis. Printre alte localități încadrate în comună sunt Bjerkvik, Håkvik, Beisfjord și Skjomen. Partea estică, dinspre Suedia este dominată de munți și vârful Storsteinfjelet atinge 1.894 m înălțime. Mai sunt lacuri și văi, însă acestea sunt în mare parte deasupra liniei de vegetație. Orașul însuși este situat lângă partea interioară a adâncului Ofotfjord, dar chiar și aici munții, care se ridică brusc de la malurile fiordului albastru, ajung până la 1.700 m pe Skjomen, unde poate fi văzut ghețarul Frostisen. Pădurile acoperă părțile joase ale munților (sub 500 m), în apropierea vârfurilor zăpada rămânând aproape toată vara. Narvik are organizate pante pentru ski bine îngrijite, unele dintre ele continuând până în centrul orașului.

### Climă
Situat la 220 km în interiorul Cercului Polar de Nord, Narvik este unul dintre cele mai nordice orașe din lume. În pofida acestui fapt, Curentul Nord-Atlantic (o prelungire a Curentului Golfului) creează în Narvik o climă mult mai blândă decât ne-am aștepta pentru un oraș la o asemenea latitudine. În plus, munții care înconjoară orașul formează un adăpost împotriva vânturilor puternice tipice pentru zonele de coastă. Temperatura medie anuală este de 3,8 °C, media lunii ianuarie este -4,1 °C, a lunii iulie fiind 12,4 °C, iar sezonul prielnic creșterii vegetației numără 155 zile, permițând locuitorilor interesați de grădinărit să cultive plante și copaci importați, ca frasinul și paltinul de munte.
De la mijlocul lui noiembrie până în aprilie temperatura medie este sub zero grade. Dezghețuri pot avea loc oricând în timpul iernii, dar niciodată la altitudini mai mari. Temperatura medie înregistrează valori de peste 5 °C de la începutul lui mai până la aproximativ 10 octombrie. Vara durează de la începutul lui iunie până la 1 septembrie, cu temperaturi între 10 și 26 °C în timpul zilei, de obicei între 12 și 20 °C. În luna iulie temperatura cea mai înaltă înregistrată este de 31 °C, cea mai joasă fiind 4 °C. Pentru luna ianuarie valorile extreme au fost stabilite la 11 °C și respectiv -20 °C. Cea mai umedă lună este octombrie cu 110 mm de precipitații, iar cea mai aridă este mai cu 40 mm. Precipitațiile anuale însumează 830 mm.
| Date climatice pentru Narvik (1961-90)                    | Date climatice pentru Narvik (1961-90) | Date climatice pentru Narvik (1961-90) | Date climatice pentru Narvik (1961-90) | Date climatice pentru Narvik (1961-90) | Date climatice pentru Narvik (1961-90) | Date climatice pentru Narvik (1961-90) | Date climatice pentru Narvik (1961-90) | Date climatice pentru Narvik (1961-90) | Date climatice pentru Narvik (1961-90) | Date climatice pentru Narvik (1961-90) | Date climatice pentru Narvik (1961-90) | Date climatice pentru Narvik (1961-90) | Date climatice pentru Narvik (1961-90) |
| Luna                                                      | Ian                                    | Feb                                    | Mar                                    | Apr                                    | Mai                                    | Iun                                    | Iul                                    | Aug                                    | Sep                                    | Oct                                    | Nov                                    | Dec                                    | Anual                                  |
| --------------------------------------------------------- | -------------------------------------- | -------------------------------------- | -------------------------------------- | -------------------------------------- | -------------------------------------- | -------------------------------------- | -------------------------------------- | -------------------------------------- | -------------------------------------- | -------------------------------------- | -------------------------------------- | -------------------------------------- | -------------------------------------- |
| Maxima medie °C (°F)                                      | −2 (28)                                | −2 (28)                                | 1 (34)                                 | 5 (41)                                 | 9 (48)                                 | 14 (57)                                | 18 (64)                                | 16 (61)                                | 12 (54)                                | 6 (43)                                 | 3 (37)                                 | −1 (30)                                | 6,6 (43,8)                             |
| Media zilnică °C (°F)                                     | −4.1 (24,6)                            | −3.9 (25)                              | −2 (28)                                | 1.8 (35,2)                             | 6.9 (44,4)                             | 10.9 (51,6)                            | 13.4 (56,1)                            | 12.5 (54,5)                            | 8.4 (47,1)                             | 4.2 (39,6)                             | −0.2 (31,6)                            | −2.7 (27,1)                            | 3,8 (38,8)                             |
| Minima medie °C (°F)                                      | −7 (19)                                | −7 (19)                                | −5 (23)                                | −2 (28)                                | 3 (37)                                 | 7 (45)                                 | 11 (52)                                | 10 (50)                                | 6 (43)                                 | 2 (36)                                 | −2 (28)                                | −5 (23)                                | 0,9 (33,7)                             |
| Precipitații mm (inches)                                  | 69 (2.72)                              | 64 (2.52)                              | 49 (1.93)                              | 44 (1.73)                              | 40 (1.57)                              | 53 (2.09)                              | 74 (2.91)                              | 82 (3.23)                              | 92 (3.62)                              | 110 (4.33)                             | 75 (2.95)                              | 78 (3.07)                              | 830 (32,68)                            |
| Nr. de zile cu precipitații (≥ 1mm)                       | 10.6                                   | 10.2                                   | 8.8                                    | 9.1                                    | 9.2                                    | 12.4                                   | 14.7                                   | 14.0                                   | 15.1                                   | 14.5                                   | 11.1                                   | 12.2                                   | 141,9                                  |
| Sursă: Norwegian Meteorological Institute – eKlima portal |                                        |                                        |                                        |                                        |                                        |                                        |                                        |                                        |                                        |                                        |                                        |                                        |                                        |

## Economie

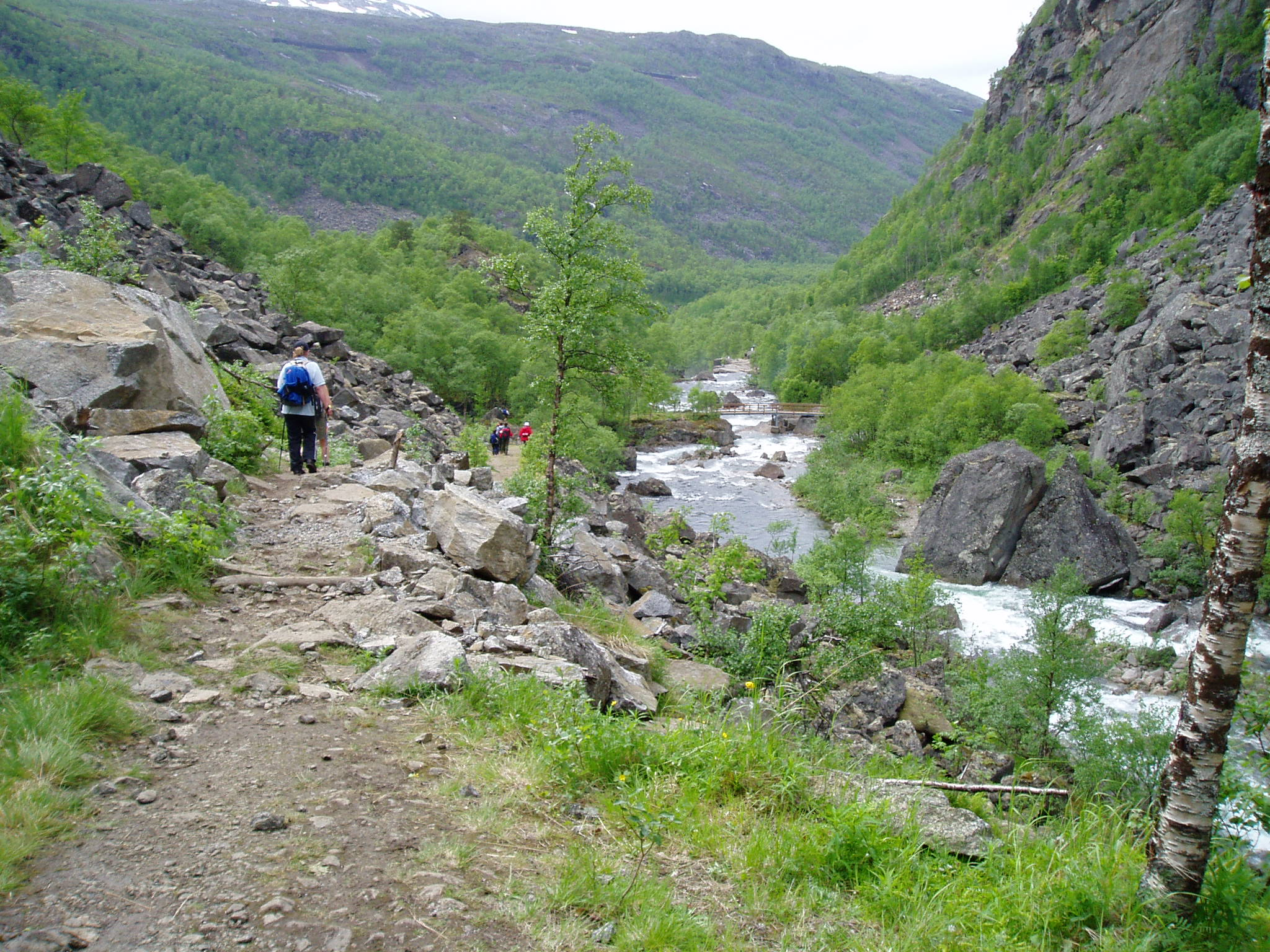
Rallarveien; traseu turistic lângă calea ferată din munți la vale spre fiordul Rombaken

Narvik este un centru comercial pentru comunele din apropiere. La Universitatea din Narvik își fac studiile aproximativ 1.200 de studenți. În oraș își au sediile câteva companii de înaltă tehnologie (printre care Natech și Scancell).

### Turism
Narvik are acces la multe activități în aer liber. Este cea mai bună locație pentru schi alpin din nordul Norvegiei. O telecabină duce spre Fagernesfjellet, cu posibilitatea de a urca mai departe în munți pe jos, drumeția fiind o activitate foarte populară în regiune. În apele din apropierea portului și din fiorduri zac epave de pe vremea celui de-Al Doilea Război Mondial, o atracție veritabilă pentru scufundători. Pescuitul este practicat intens pe lacuri și fiorduri, o alternativă fiind râurile bogate în somon din Skjomen, Beisfjord și Bjerkvik.
Festivalul de Iarnă (Vinterfestuka) se desfășoară în fiecare an, la începutul lui martie. Muzeul Ocupației din Narvik expune diferite obiecte din anii 1940-1945, printre care Crucea Victoria acordată postmortem căpitanului Bernard Warburton-Lee și o rară mașină criptografică germană Enigma.

## Transporturi și comunicații

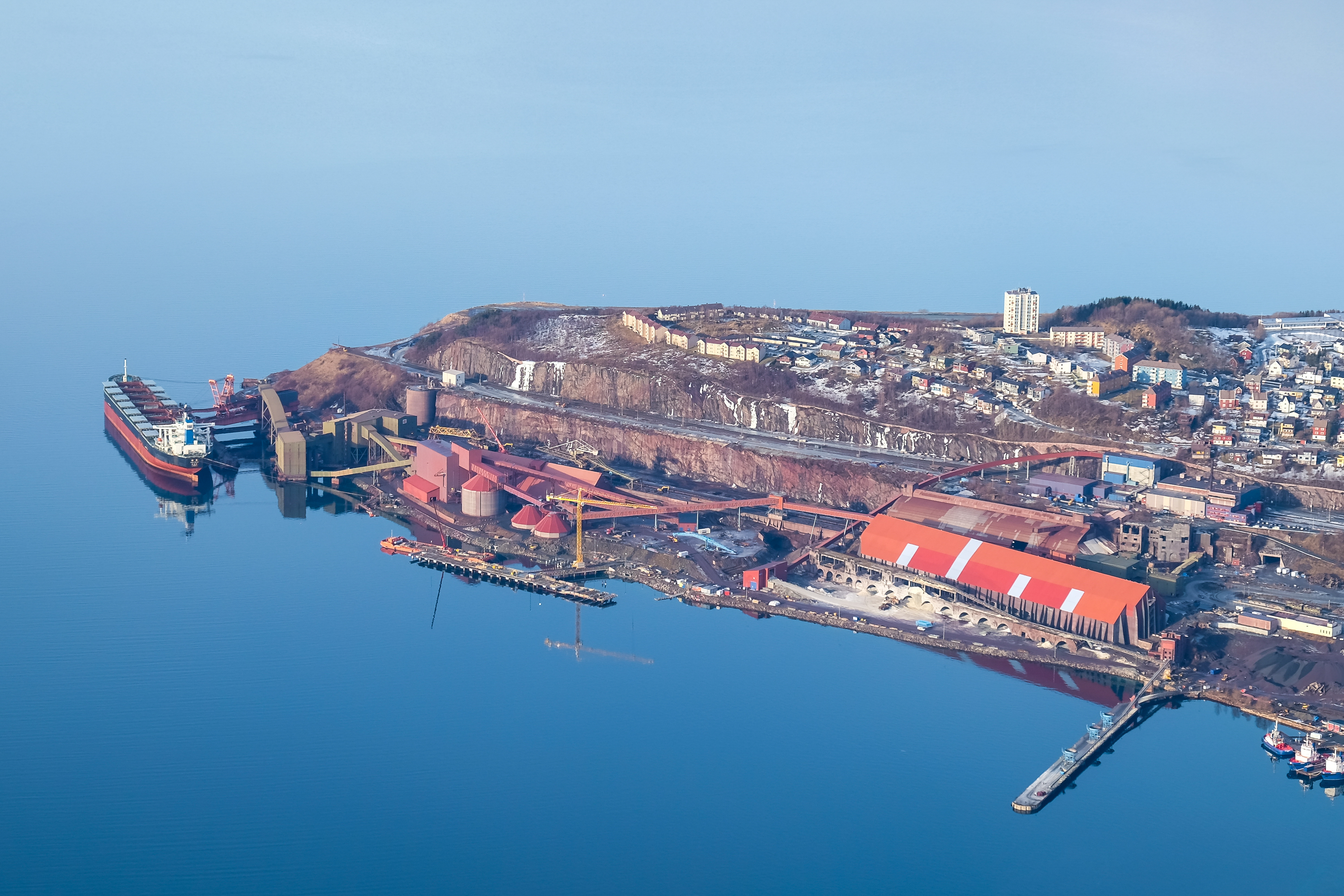
Portul din Narvik.

O importanță strategică pentru transportul terestru o are linia de cale ferată Ofot care merge din nordul Suediei până la Narvik. Bunuri, precum minereul de fier, transportate pe această linie au transformat localitatea într-un centru portuar important. Din cauza reliefului dificil din zonă, nu există alte linii de cale ferată spre nord sau spre sud, punctul cel mai nordic al sistemului de cale ferată din restul Norvegiei fiind la Bodø.
Portul din Narvik nu îngheață și rămâne funcțional pe timp de iarnă. El este format din trei secțiuni: portul principal LKAB, portul central cu chei și portul de apă adâncă de la Fagernes. Aproximativ 20.000.000 tone de mărfuri sunt expediate anual din porturile acestui oraș. Majoritatea sunt minereuri de fier. Autoritățile portuare au inițiat o expansiune a zonei de depozitare de aproximativ 45.000 m.p., ceea ce e dublu față de cel mai mare terminal din Oslo. Companiile miniere LKAB și Northland Resources investesc sau urmează să investească ambele sume considerabile în dezvoltarea portului.
Drumul european E06 trece prin municipiu utilizând trei poduri: Skjomen, Beisfjord și Rombak. Un al patrulea pod, Hålogaland, a fost propus și se află în construcție. Acesta va traversa fiordul Rombaken. Narvik este deservit de două aeroporturi: unul mic regional la Framnes, în afara centrului orașului, cu zboruri regulate spre Bodø, și unul internațional la 80 km depărtare, în Evenes.

## Personalități născute aici
- Daniel-André Tande (n. 1994), săritor cu schiurile.

## Orașe înfrățite
Sunt cinci orașe înfrățite cu Narvik:
- Kikinda, Serbia
- Kiruna, Suedia
- Rovaniemi, Finlanda
- Nowy Sącz, Polonia
- Kingisepp, Rusia